# Ion Rițiu
Ion Rițiu (n. 4 decembrie 1950, Târnăveni, Mureș, România – d. 2 iulie 2024, Târgu Mureș, România) a fost un actor român de teatru și film.

## Biografie
Actorul Ion Rițiu s-a născut la 4 decembrie 1950, la Târnăveni, județul Mureș.
A absolvit Institutul de Artă Teatrală și Cinematografie din București în 1975 și din același an este actor al Teatrului Național din Târgu-Mureș.
S-a remarcat pe această scenă în zeci de roluri, ca Damis, în Tartuffe de Moličre; Petea, în Patru Lacrimi de Victor Rozov; Ionescu, în O Scrisoare Pierdută de I. L. Caragiale; Alfred, în Rătăcire de Tudor Negoiță; Tânărul, în Mincinosul de Carlo Goldoni; Maro, în Dundo Maroje de Marin Derzici; Dulgherul, în Povestea Dulgherului Și A Frumoasei Sale Soții de Radu Stanca; Baronul Günther, în Floriile Unui Geambaș de Sütö András; Vlăduț, în Adolescenții de I. C. Cătina; Eduard, în 33 De Scrisori Anonime de Méhes György; Octav Șoimu, în Ciuta de Victor Ion Popa; Ion, în Ion de Mihail Sorbul, după Liviu Rebreanu; Bimbo, în Havuzul de Paul Everac; Cléonte, în Burghezul Gentilom de Moličre; Vlad, în A Șaptea Necunoscută de Tudor Negoiță; Asmarandei, în Luna De Miere de Platon Pardău; Siropilin, în Pelicanul de August Strindberg; Lucentio, în Îmblânzirea Scorpiei de William Shakespeare; Thomas Mowbray, în Richard Al II-Lea de William Shakespeare; Filippas, în Provocarea de Kostas Asimakopoulos; Titi Albu, în Mandache Și Tranziția de Zeno Ghițulescu; Alec, în Clinica Amanților de John Chapman și Dave Freeman; Abel Znorko, în Variațiuni Enigmatice de Eric-Emmanuel Schmitt, etc.
În 1983 era distribuit de regizorul Sergiu Nicolaescu în filmul Duelul, rolul lui Rică Păsărin, apoi a jucat în alte filme regizate de acesta ca: Noi, cei din linia întâi (1985)- Căpitan de infanterie; Ciuleandra (1987)- Puiu Faranga; Mircea (1989)- Baiazid; Coroana de foc (1990); Oglinda (1993); Templul tacerii (1994); Supraviețuitorul (2008)- Cristian Vasile; Poker (2010)- Marcel.
Ion Rițiu locuiește în Târgu-Mureș și este căsătorit cu actrița Ilka Kilyen. Împreună ei au 2 copii, Daniel și Krisztina. Ion Rițiu mai are, de asemenea, alți 3 copii, pe numele, Noemi Ugron, Lucia Rițiu și Alin Rițiu din relațiile precedente. Doi dintre copii trăiesc la Târgu Mureș și unul în Belgia.

## Filmografie
- Munții în flăcări (1980)
- Duelul (1981) - Rică Păsărin
- Ciuleandra (1985) - Puiu Faranga
- Noi, cei din linia întâi (1986) - căpitan de infanterie
- Mircea (1989) - sultanul Baiazid
- Coroana de foc (1990) - cruciatul Norbert
- Începutul adevărului (Oglinda) (1994)
- Punctul zero (1996) - coproducție româno-americană
- Supraviețuitorul (2008) - Cristian Vasile
- Poker (2010) - Marcel